# Saudella
Saudella es un género de foraminífero bentónico considerado un sinónimo posterior de Ornatanomalina de la subfamilia Cuvillierininae, de la familia Rotaliidae, de la superfamilia Rotalioidea, del suborden Rotaliina y del orden Rotaliida. Su especie tipo era Sanctus sinaicus. Su rango cronoestratigráfico abarca desde el Paleoceno hasta el Ypresiense (Eoceno inferior).

## Clasificación
Saudella incluye a las siguientes especies:
- Saudella inflata †
- Saudella ornata †
- Saudella porosa †
- Saudella rugosa †